# کوتشر
کوتشر (به چکی: Kučeř) یک منطقهٔ مسکونی در جمهوری چک است که در ناحیه پیسک واقع شده‌است. کوتشر ۱۰٫۹۳ کیلومتر مربع مساحت و ۱۷۳ نفر جمعیت دارد و ۴۳۲ متر بالاتر از سطح دریا واقع شده‌است.